# Suitbert
Suitbert ou Swithberht est un missionnaire anglo-saxon mort en mars 713. Il est considéré comme un saint.

## Biographie

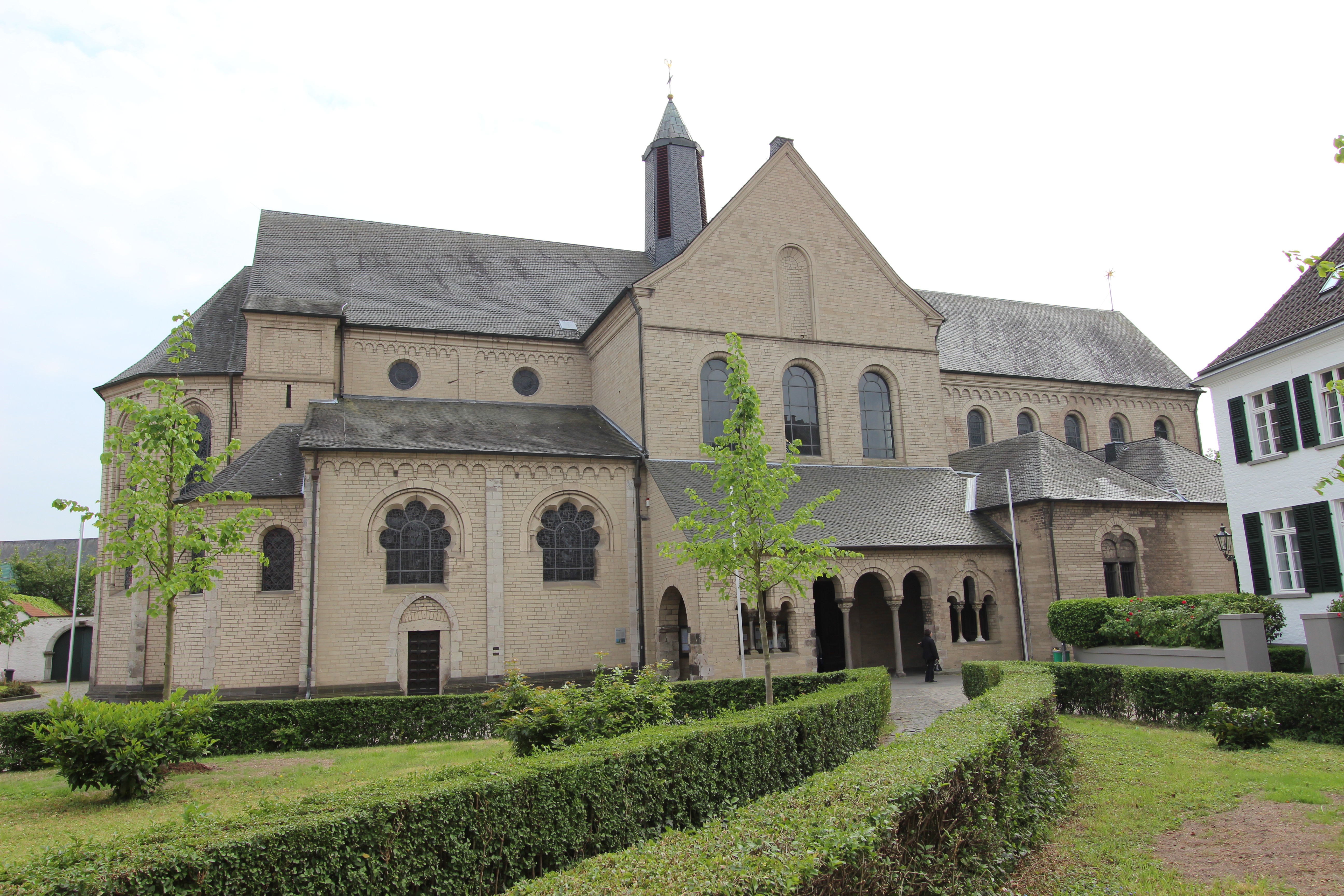
L'église Saint-Suitbert de Düsseldorf-Kaiserswerth.

La vie de Suitbert n'est connue que par l'entremise de l'Histoire ecclésiastique du peuple anglais du moine northumbrien Bède le Vénérable, achevée en 731. D'après Bède, Suitbert est l'un des douze prêtres qui accompagne Willibrord dans sa mission évangélisatrice auprès des Frisons au début des années 690. Durant l'absence de Willibrord, parti à Rome pour y recevoir la bénédiction du pape Serge Ier, Suitbert est choisi par ses compagnons pour occuper la charge épiscopale. Il retourne donc en Grande-Bretagne pour y recevoir la consécration des mains de l'évêque Wilfrid.
À son retour en Allemagne, Suitbert commence par évangéliser les Bructères, qui sont conquis peu après par les Saxons païens. Suitbert se réfugie alors auprès du maire du palais d'Austrasie Pépin de Herstal. Convaincu par son épouse Plectrude, Pépin offre à Suitbert l'île de Werth, où il fonde un monastère. C'est là qu'il meurt, « après avoir mené une vie d'une grande austérité » d'après Bède. Les Annales sancti Amandi (en) datent son décès de mars 713.
Suitbert est rapidement considéré comme un saint après sa mort, fêté le 1er mars et le 4 septembre (translation de ses reliques). La Stiftskirche de Düsseldorf-Kaiserswerth lui est dédiée et abrite ses reliques.